# Volksmiliz (Russland)
Volksmiliz (russisch народная милиция narodnaja milizija, russisch народное ополчение narodnoje opoltschenije; auch als „Volkswehr“ übersetzt) ist die Eigenbezeichnung paramilitärischer Truppen in der Ostukraine. Sie wurden gleichzeitig und ausgehend von russischen Agitatoren in verschiedenen Städten aktiv, nachdem sich Präsident Wiktor Janukowytsch aus der Hauptstadt abgesetzt hatte. Seit dem April 2014 kämpfen sie für die nicht anerkannten Volksrepubliken Donezk und Lugansk und damit gegen ukrainische Regierungseinheiten im russischen Krieg in der Ukraine. Mit dem Neunten Sanktionspaket wurden Vermögenssperren und EU-Einreiseverbote gegen mehrere Anführer verhängt.
Wie auf der Krim waren aus Russland eindringende bewaffnete Sondertruppen beteiligt. Im November 2014 sagte Igor Girkin, dass der Krieg in der Ostukraine von ihm und seiner Einheit ausgelöst worden sei: „Den Auslöser zum Krieg habe ich gedrückt. Wenn unsere Einheit nicht über die Grenze gekommen wäre, wäre alles so (folgenlos) ausgegangen wie in Charkiw und in Odessa“. Girkin, zeitweilig Verteidigungsminister der Volksrepublik Donezk, hatte im Mai 2014 erklärt, zwei Drittel der Rebellen seien Ukrainer.
Russland unterstützte den bewaffneten Kampf durch das Einsickernlassen von Freischärlern und durch Lieferungen von schweren Waffen bis hin zu Kampfpanzern: Anführer der Kämpfer bestätigten im Sommer 2014 die Anwesenheit aktiver russischer Soldaten „auf Urlaub“. Deren Ausrüstung verriet immer wieder, dass sie aktive russische Soldaten waren. Die ukrainische Regierung bezeichnete die Bewaffneten zeitweise als Terroristen.
Am 28. Juli 2014 meldete das UNHCHR den totalen Zusammenbruch von Recht und Ordnung, von einer Terrorherrschaft bewaffneter Gruppen über die Bevölkerung der Ostukraine mit Freiheitsberaubungen, Entführungen, Folterungen und Exekutionen.

## Zusammensetzung und Unterstützung aus der Russischen Föderation
Die Milizen gaben zunächst an, mehrheitlich aus Bürgern der Ostukraine zu bestehen. Eine aus Russland in die Ukraine eingedrungene Gruppe von 52 Mann von Girkin fand jedoch keine lokalen Anführer und anfangs nur etwa 150 bis 200 Unterstützer. Girkin bestätigte später, dass nicht eine „Landwehr“ aus Bürgern der Region, sondern die „reguläre Armee“ Russlands dort kämpfe.
Die Ukraine ging von Anbeginn davon aus, dass es sich zum Teil um ehemalige oder aktive Angehörige der russischen Streitkräfte handelte und legte dafür schon am 22. April 2014 Bildervergleiche vor, die diese Behauptung stützen sollten.
Auch NATO- und EU-Stellen erklärten, dass die Volksmiliz von russischen Spezialkräften aus dem Umfeld des militärischen Geheimdienstes GRU unterstützt werde. Die Süddeutsche Zeitung berichtete schon im Mai 2014 von Augenzeugen, denen zufolge tschetschenische Kämpfer, die der Landessprache kaum mächtig sind, der Volksmiliz angehörten und aus dem Umfeld des Gouverneurs der Oblast Donezk Serhij Taruta hieß es, es stammten nur noch 20 % der kämpfenden Aufständischen aus der Region selbst, die restlichen 80 % der „Söldner“ seien „importiert“. Die Zeit sah die gezielte Plünderung von militärischen, polizeilichen und geheimdienstlichen Waffendepots und anderen Einrichtungen als Indiz, dass die Volksmilizen militärisch oder geheimdienstlich geschult sein mussten. Dafür spreche auch das koordinierte Vorgehen der Gebäudebesetzer, die sogar in der Lage seien, in verminte Waffendepots einzudringen.
Spätestens im August waren reguläre russische Soldaten in Armeefahrzeugen der russischen Streitkräfte in der Region Donezk getötet worden. Ende August 2014 meldeten auch Medien, dass nicht nur russische Freiwillige über die Grenze in die Ukraine kamen, sondern auch Soldaten der russischen Armee. Das offizielle Russland meldete, eine Einheit hätte sich „verfahren“, als sie 40 km von der russischen Grenze entfernt beschossen wurde. Berichte über tote russische Soldaten in der Ukraine häuften sich. Die nächste Erklärung war, dass Soldaten sich auf „Ferienreise“ befinden würden. Diese Variante der „Freiwilligen auf Urlaub“ war zumindest von den Verhafteten schon vor dieser Erklärung falsifiziert worden. Kurz vor dem Abschluss des Protokolls von Minsk fuhr am 3. September ein großer Konvoi der russischen Truppen wieder zurück über die Grenze nach Russland. Russland bestritt jede Beteiligung, obwohl sie anderen Erklärungen widersprach. Vor seiner Ermordung trug Boris Nemzow schon im Jahr 2014 verschiedene öffentlich zugängliche Quellen zusammen und befragte Zeugen, das gewonnene Bild bestätigte eine umfangreiche Tätigkeit des russischen Militärs im Donbass. Mitarbeiter Nemzows veröffentlichten den Bericht posthum.
Bei den Kämpfen im Februar 2015 kamen wiederum Kampfpanzer vom Typ T-72 der russischen Streitkräfte zum Einsatz. Die Besatzungen bestanden aus russischen Soldaten, welche wussten, dass es zum Kampf in der Ukraine geht, als ihre Gruppen zusammengestellt worden waren. Die russische Zeitung Kommersant beschrieb das Vorgehen, professionelle russische Soldaten für den Kampf einzusetzen und danach für die Presse lokale Milizionäre auf den Straßen zu zeigen. Im Mai 2015 war es erstmals möglich, auch entsprechend der Meinung der OSZE gefangene russische Soldaten direkt zu befragen. Auch einer von ihnen hatte angegeben, auf Befehl der Einheit dort gewesen zu sein.
Gemäß Schätzungen hätten bis im Jahr 2018 bis 50.000 Russen als „Freiwillige“ in der Ukraine gekämpft.
Nach Einschätzung der International Crisis Group stand die Volksmiliz seit 2016 faktisch unter dem Befehl von Offizieren des russischen Staates, welche die Miliz militärisch formalisiert und geordnet hätten, ab Bataillonsebene würden die Volksmiliz-Einheiten direkt von ihnen kommandiert werden, örtliche Politiker hätten keinen wirklichen Einfluss. Um diesem Umstand gerecht zu werden, verwendeten Medien den Ausdruck Vasallentruppen.
Je ruhiger die Lage nach 2015 wurde, desto interessanter war es, als ausländischer Söldner in der Miliz einen Vertrag einzugehen, oder in diesen Gebilden mit imitierter Staatlichkeit mit ihrer hohen Arbeitslosigkeit in der Miliz zu arbeiten, wodurch der Anteil der Russen in den Milizen sank, nicht jedoch in den qualifizierten Rängen. Für russische Offiziere war eine Dienstzeit in der Ukraine zudem förderlich für die Karriere.
Vor Beginn der russischen Invasion in die Ukraine 2022 wurde Männern die Ausreise untersagt; die große Mehrheit wurde zwangsmobilisiert und nach einer militärischen Kurzeinführung ohne Verpflegung an die Front gegen ihre eigenen Landsleute geschickt. Nachdem die Mobilisierungsrate vom russischen Militär als ungenügend kritisiert worden war, befürchteten sich versteckende Männer, dass das Militär von Tür zu Tür gehen würde. Die Behörden der selbsternannten Volksrepublik Donezk gaben Mitte Mai die Zahl der Todesopfer seit dem 1. Januar mit 1.713 an, von diesen starben nur vier vor dem 24. Februar. Zusätzliche rund 2000 Männer wurden von Angehörigen in sozialen Netzwerken gesucht. Aus Lugansk gab es keine Zahlen.

## Bewaffnete Formationen
Seit der Aufstellung im April 2014 aufgetretene Formationen sind:
 Batman Bataillon Alexander Bednow †, Pseudonym „Batman“, bei Machtkämpfen zwischen aufständischen Gruppen mit sechs Leibwächtern ermordet, unterhielt „illegales Foltergefängnis“
 Kalmius Bataillon
wurde am 21. Juni 2014 gegründet. Das Bataillon dient als Spezialeinheit. Wurde nach dem Fluss Kalmius benannt.
Armee des Südostens (russisch Армия Юго-Востока), Hauptmiliz der Volksrepublik Lugansk von Mitte April bis 16. September 2014 
 Nationalgarde der Kosaken; es besteht aus Freiwilligen Donkosaken. Es wurde von Nikolai Konzitsin † kommandiert.
 Oplot Bataillon wurde von Alexander Sachartschenko † kommandiert. Er starb bei einem Anschlag.
 Prizrak Bataillon wurde bis Mai 2015 von Alexej Mosgowoi † kommandiert. Er starb bei einem Anschlag.
 Republikanische Garde wurde am 12. Januar 2015 aufgestellt. Die Einheit verfügt über 3000 Kämpfer die als Elitekämpfer gelten.
Russische Orthodoxe Armee wurde von Pawlo Hubarjew, Igor Girkin, Dmitri Bojzow und Michail Werin geführt, ging September 2014 in der fünften separaten Infanteriebrigade „Bollwerk“ auf.
 Bataillon Sparta, auch bekannt als Motorola-Bataillon wurde von Arsen Pawlow †, Pseudonym „Motorola“ kommandiert. Er starb bei einem Anschlag.
 Somalia Bataillon, kommandiert von Michail Tolstych †.
Wostok Bataillon, kommandiert von Alexander Sergejewitsch Chodakowski.
 Zarja Bataillon kommandiert von Andrej Pastruchew. Dem Bataillon gehören hauptsächlich russische Freiwillige an. Darunter viele Mitglieder der Nationalbolschewistische Partei Russlands.
 Russian Imperial Legion der Russische Reichsbewegung, monarchistische und ultranationalistische revisionistische Organisation, Stanislaw Worobjew, Pawel Wassiljew
Die folgenden Einheiten der russischen Streitkräfte hatten gemäß verschiedener Quellen im Oktober 2014 Verluste zu beklagen, welche als Verluste im Kampf bezeichnet wurden:
- Südlicher Militärbezirk: Einheiten der siebten Militärbasis in Abchasien; die achte Garde (Gebirgs) Motorisierte Infanterie Borzoy, Tschetschenien; 19. Motorisierte Infanterie, Vladikavkaz, Nordossetien und Inguschetien; 33. Unabhängige (Gebirgs) Aufklärungs-Brigade, Maykop, Adygea; 136te Motorisierte Infanterie, Botlikh, Dagestan
- Westlicher Militärbezirk: Sechste Panzer Brigade, Mulino; Neunte Motorisierte Infanterie, Nizhniy Novgorod; Abteilungen des 275. Artillerie Regiments der vierten Garde-Panzer-Division, Naro-Fominsk
- Zentraler Militärbezirk: Fünfzehnte Motorisierte Brigade (sogenannte „Friedenstruppen“), Roschinskyy (Samara); 21. Motorisierte Brigade, Totskoye; 23. Motorisierte Brigade, Samara; 74. Motorisierte Brigade, Yurga, Novosibirsk (Militärische Einheit 21005)
- Russische Marine: 200. Motorisierte Infanterie der Nordflotte, Pechenega, Murmansk Region
- Luftlandetruppen: Siebte Garde-Luftlande Division – 247. Regiment, Novorossiysk/Stavropol; 31. Garde-Luftlande Brigade (“Friedenstruppen”), Ulyanovsk. 45. Garde Spetsnaz Regiment, Kubinka; 76. Garde Luftbewegliche Infanterie Division – 234. Luftbewegliches Infanterie-Regiment, Pskow; 98. Garde Luftbewegliche Division – 331. Garde Luftbewegliches Regiment, Ivanovo/Kostroma; 106te Garde Luftbewegliche Division – 51. und 137. Luftbewegliches Regiment, Tula;
- GRU: Luftbewegliche Aufklärungsgruppe der 16th Separaten Spetsnaz Brigade, Tambov
- FSB: Sondereinsatzgruppen der militärischen Einheit Nummer 35690, Zentrum der Einsatzkräfte mit dem Basis-Codename “Sputnik”, Balashyha, Region Moskau

Das Royal United Services Institute benennt insgesamt 117 Kampf- und Versorgungseinheiten der russischen Streitkräfte, welche an den Rotationen der Soldaten zum Kampf in der Ukraine beteiligt gewesen seien.

## Ziele, Standpunkte, Reaktionen

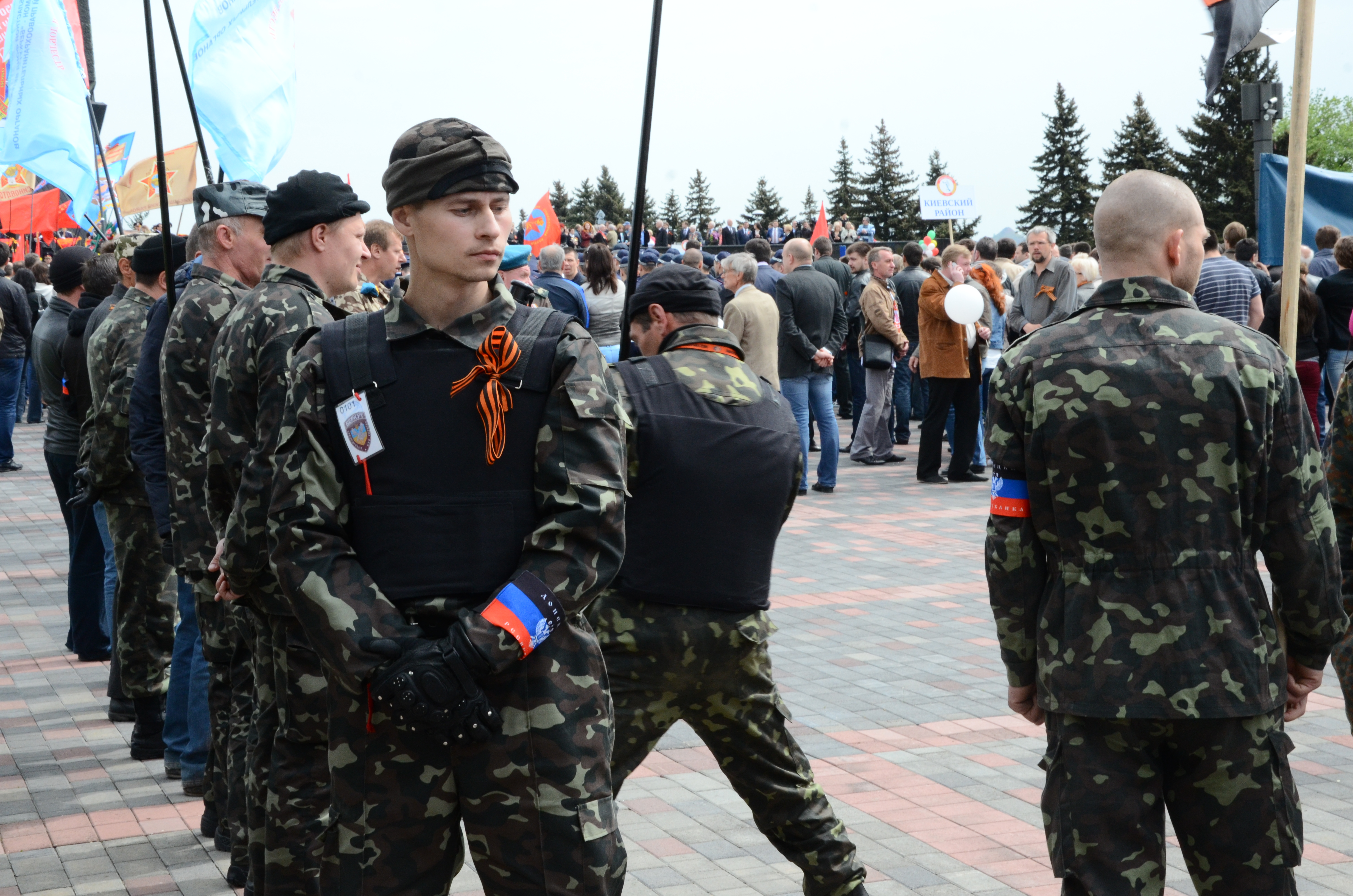
Milizen in Donezk, Mai 2014

Ursprüngliches Ziel war eine „Russischer Frühling“ genannte russische Operation zur Destabilisierung von Städten wie Charkiw und Donezk gewesen. Nur in Teilen von Donezk und Luhansk kam es jedoch zur Bildung von Milizen.
Spiegel Online berichtete Mitte April 2014 über die Bevölkerung und die Angehörigen der Volksmiliz in Donezk und erklärte, die Bezeichnungen als „Separatisten“ oder „prorussische Aktivisten“ seien unzutreffend. Die Ziele der örtlichen, die Milizen teilweise unterstützenden Bevölkerung, wie auch der Angehörigen der Milizen, seien unterschiedlich. Die bewaffneten Bürger der Ostukraine würden meist für mehr Autonomie ihrer Region innerhalb einer föderalen Ukraine eintreten. Einige seien noch unsicher, was sie genau wollten. Ein Teil der Milizen rief eine „Volksrepublik Donezk“ aus und versteht darunter einen eigenen Staat, andere eine autonome Provinz der Ukraine und einige wenige einen Teil Russlands. Einig sind sie sich in der Ablehnung der neuen ukrainischen Regierung: „Wir haben die Nase voll von dem, was in Kiew passiert. Vorher gab es wenigstens Stabilität. Nun schulden sie uns seit zwei Monaten den Lohn.“ war eine der widersprüchlichen Aussagen; es war auch noch zwei Wochen später das Gegenteil zu hören: „Keiner hat vor, die wirtschaftlichen Beziehungen abzubrechen. Das ist einfach nicht möglich. Wir erhalten Rentenzahlungen und Subventionen. Und wir senden Steuern und Gebühren. Bis jetzt funktioniert alles.“
In den von ihr besetzten Städten üben die Milizen ein Gewaltmonopol aus. „In den Städten herrschen Banditen und Marodeure“ und „Mit Maschinenpistolen durch die Städte des Donbass zu laufen – sollen so die Rechte der Donezker vor der Zentralregierung gewahrt werden?“ sagte der ukrainische Oligarch Rinat Achmetow im Mai 2014.
Von der ukrainischen Regierung wurden die Milizen zeitweise als „Terroristen“ bezeichnet. Die UN-Mission zur Überprüfung der Menschenrechtslage in der Ukraine warf der Miliz im Juni 2014 vor, mit der Tötung von Zivilisten, Folter und anderen Menschenrechtsverletzungen eine Atmosphäre ständiger Angst in den Regionen Donezk und Luhansk zu schaffen, was zur Flucht von Zehntausenden von Menschen geführt habe. Im Juli 2014 legte Amnesty International den Bericht eines Teams vor, das in der Ostukraine recherchiert hatte. In ihm wurden zahlreiche Fälle von Entführungen, Folterungen und anderen Menschenrechtsverletzungen dokumentiert. Für die meisten Entführungen seien bewaffnete Separatisten verantwortlich, erklärte der Vizedirektor von AI für Europa und Zentralasien, Denis Kriwoschejew.
Der Rückhalt in der Bevölkerung für die bewaffneten Separatisten („mehr oder minder starke Sympathie für die bewaffneten Besetzer“) betrug im April gemäß einer Umfrage des Kyiv International Institute of Sociology (KIIS), etwa 11 Prozent. Im Verlaufe der Auseinandersetzung sprachen die Medien bis Mitte August 2014 von durchgehend schwindendem Rückhalt. Laut einer Umfrage der Domestic Initiatives Foundation vom 3. März 2014 war etwa in Donezk nur rund ein Drittel der Bevölkerung für eine Angliederung an Russland. In Luhansk und Odessa waren es 24 Prozent.

## Einsätze

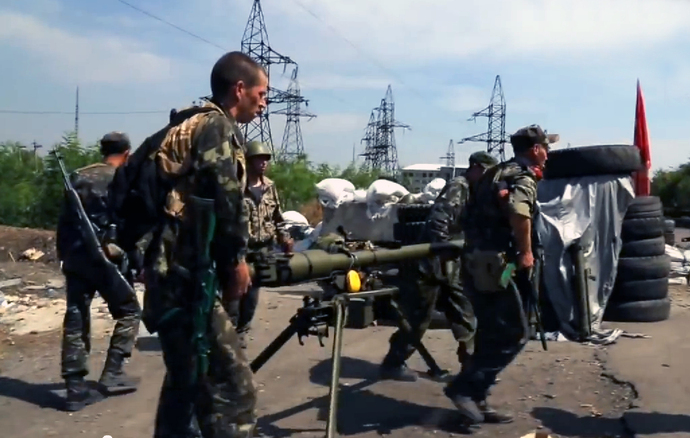
Volksmiliz während der Schlacht um Ilowajsk

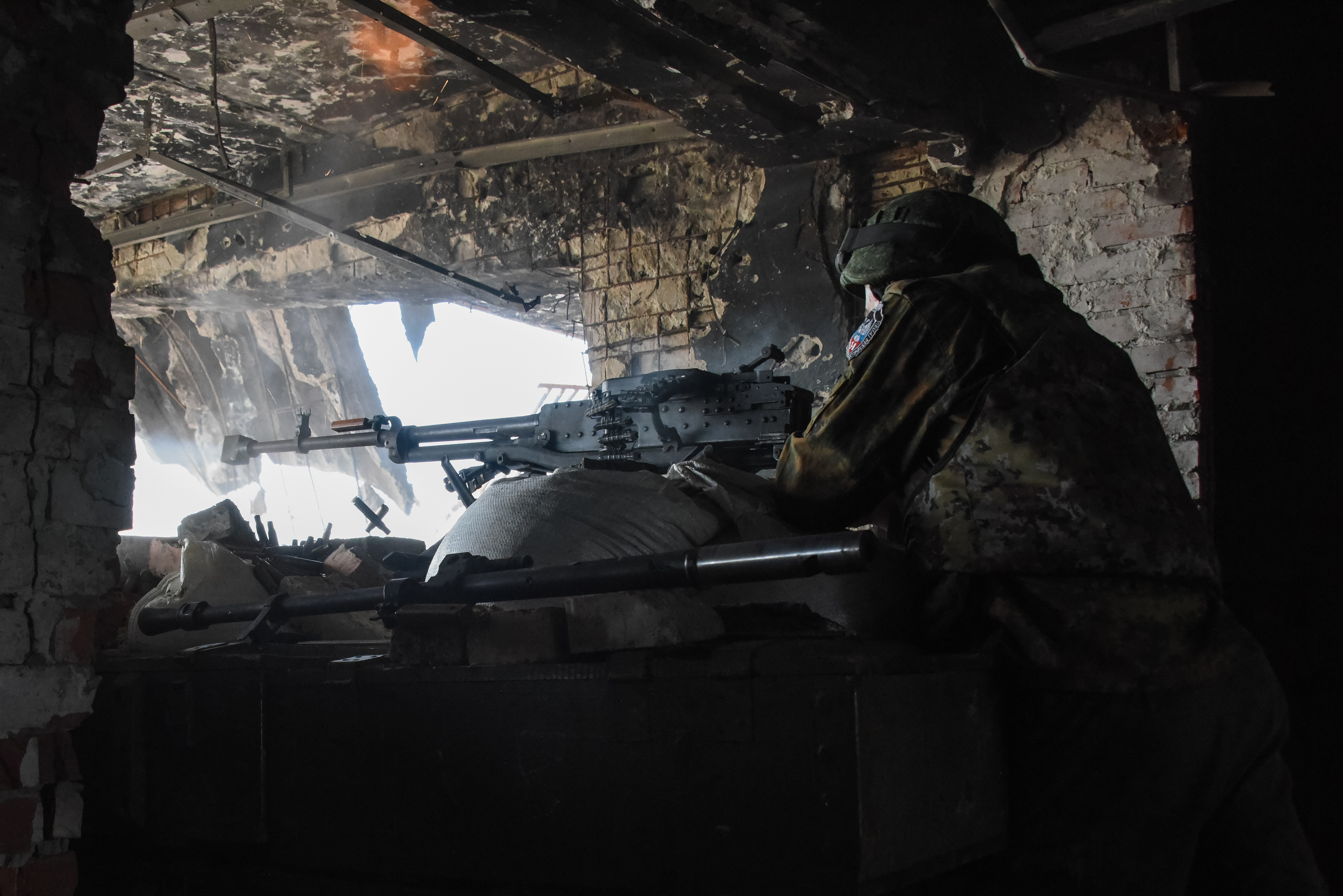
Kämpfer des Bataillon Somalia, während eines Gefechts beim Flughafen Donezk im Juni 2015

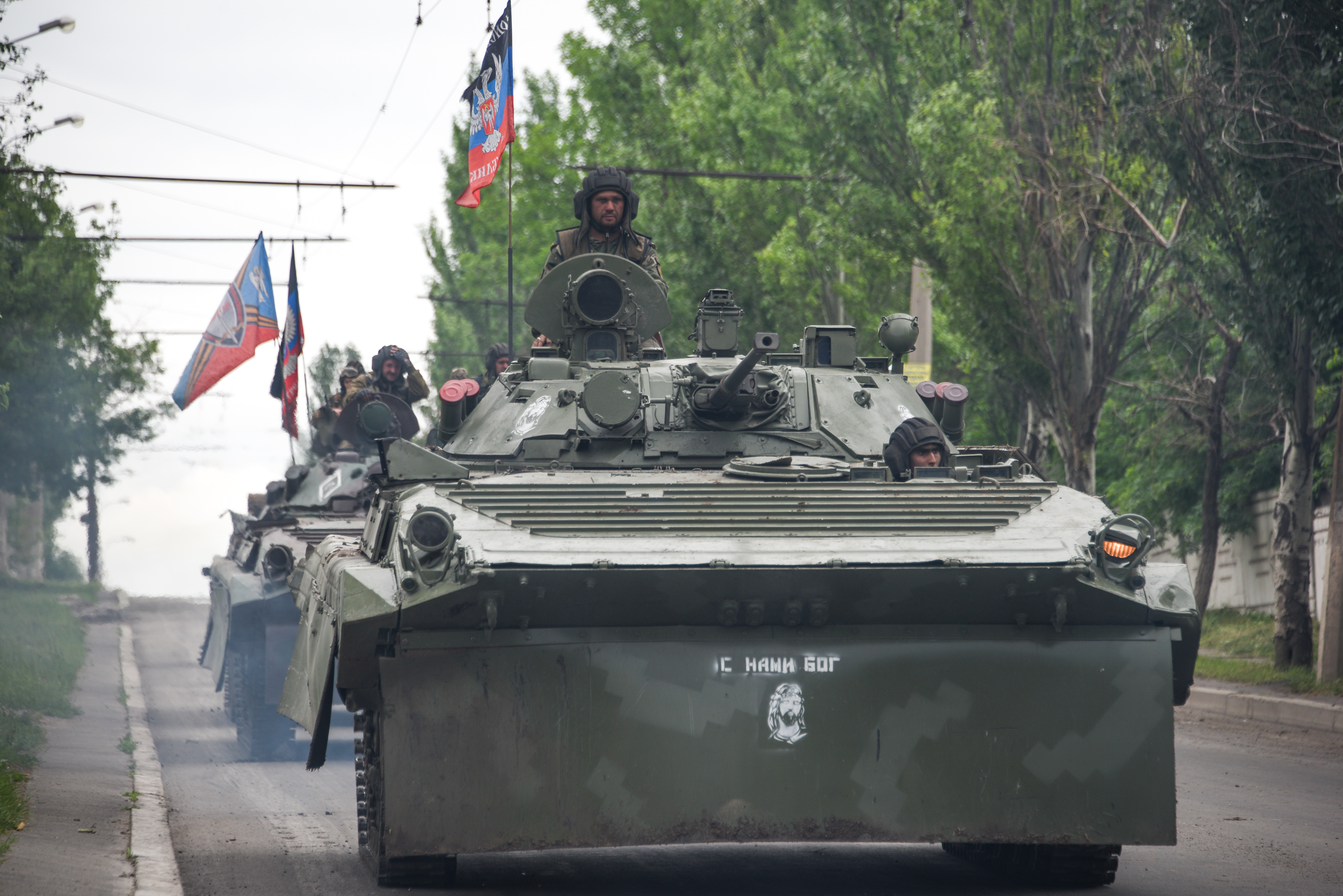
Schützenpanzer der Milizen nahe Donezk, Mai 2015

In der Nacht zum 20. April 2014 beschloss der ukrainische Sicherheitsrat die Durchführung einer „Antiterroroperation“ mit Spezialeinheiten des Inlandsgeheimdienstes Sluschba bespeky Ukrajiny (SBU) in der Ostukraine. Ziel sei die Wiederherstellung der ukrainischen Staatshoheit im Osten. Der Eisenbahnknotenpunkt Slowjansk sollte zurückerobert werden, was aber nicht gelang.
Am 24. April griff die Volksmiliz angeblich rund 50 Kilometer südöstlich von Slowjansk bei Bachmut mit etwa 100 Mann eines der größten Waffenlager der ukrainischen Streitkräfte an. Die nicht näher identifizierten Kräfte hätten die Kaserne unter anderem mit Granaten attackiert, sagte der ukrainische Interimspräsident Oleksandr Turtschynow. Nach staatlichen ukrainischen Angaben sei ein ukrainischer Soldat leicht verletzt worden, während die Angreifer große Verluste erlitten hätten. Unabhängige Berichte zu dem Angriff gab es nicht.
In der ukrainischen Großstadt Mariupol stellten staatliche Sicherheitskräfte die Kontrolle über das von der Volksmiliz besetzte Stadtratsgebäude wieder her.
Im April 2014 kontrollierten die Milizen neun Städte der Region. Zentren der Volksmilizen sind die an Russland angrenzenden Regionen Charkiw, Luhansk und Donezk.
Anfang Mai 2014 hielt die „Antiterroroperation“ der ukrainischen Kräfte an. Die ukrainische Armee gab an, die Milizen würden sich in bewohnten Gebieten verschanzen und Zivilisten als Schutzschilde missbrauchen.
Bei einer Offensive hatten Truppen der ukrainischen Regierung mit Hubschraubern und Militärfahrzeugen auf die Milizen in den Städten Slowjansk und Kramatorsk gefeuert. Am 2. Mai wurden von diesen zwei Mi-24 mit Einmann-Boden-Luft-Raketen abgeschossen. Zwei Hubschrauberpiloten wurden getötet und mehrere Besatzungsmitglieder verletzt. Auch schossen die Volksmilizen auf einen Transporthubschrauber vom Typ Mil Mi-8.
Am 5. Mai 2014 hatte die ukrainische Armee die Stadt Slowjansk abgeriegelt und versuchte, schrittweise ins Zentrum vorzurücken. Die Miliz konnte den Fernsehturm nicht halten. Der ukrainische Innenminister Arsen Awakow vermutete etwa 800 Angehörige der Volksmiliz in Slowjansk. Bei den Kämpfen wurden an diesem Tag vier ukrainische Soldaten getötet und etwa 30 weitere verletzt. Eine weitere ukrainische Mi-24 wurde abgeschossen. Die Volksmiliz habe die ukrainischen Truppen mit schweren Waffen angegriffen, auch Granatwerfer seien zum Einsatz gekommen, erklärte das ukrainische Innenministerium. Ein Sprecher der Volksmiliz sprach von etwa 20 getöteten Milizionären.
Bei einem Angriff der Miliz auf einen Militärkonvoi der ukrainischen Armee wurden am 13. Mai 2014 mindestens sechs Soldaten getötet. Die Einheit sei etwa 20 Kilometer westlich von Kramatorsk in einen Hinterhalt geraten, teilte das ukrainische Verteidigungsministerium mit.
Am 26. Mai 2014 besetzten separatistische Aufständische den Flughafen von Donezk. Ukrainische Truppen traten am gleichen Tag zum Gegenangriff mit Kampfhubschraubern an. Dabei wurden mindestens 50 Rebellenkämpfer getötet, wobei 31 sterbliche Überreste in ihre Heimat Russland überführt wurden.
Am 14. Juli 2014 wurde eine An-26 südöstlich von Luhansk abgeschossen, nachdem einen Monat zuvor bereits in der gleichen Gegend eine Iljuschin Il-76 abgeschossen worden war. Der ukrainische Verteidigungsminister Walerij Heletej machte indirekt Russland für den Abschuss mitverantwortlich. Die Maschine sei in 6500 Meter Höhe von einer Rakete getroffen worden und die Separatisten besäßen keine derart leistungsfähigen Waffen, so dass die Rakete wahrscheinlich von Territorium der Russischen Föderation aus abgefeuert worden sei oder ein russisches Jagdflugzeug die ukrainische Transportmaschine abgeschossen habe. Separatisten übernahmen trotzdem die Verantwortung für den Abschuss und gaben an, vier Besatzungsmitglieder der Maschine gefangen genommen zu haben.
Im von prorussischen Separatisten kontrollierten Gebiet kam das aus Russland stammende Buk-Luftabwehrsystem zum Einsatz, welches am 17. Juli den Malaysia-Airlines-Flug 17 vermutlich unbeabsichtigt abgeschossen hatte.
Raketenwerfer vom Typ 9K51 Grad wurden von beiden Konfliktparteien angeblich auch in Wohngebieten eingesetzt.
Nachdem sich die Miliz nur noch in städtischen, also oft Wohngebieten halten konnten, wurde das Problem von Kampfeinheiten und auch Stellungen schwerer Waffen inmitten der Bevölkerung unübersehbar. Die NZZ schrieb „Die Separatisten nehmen die Opfer offenbar bewusst in Kauf, indem sie Mörsergranaten aus Wohngebieten auf ukrainische Stellungen abfeuern.“
Während der Schlacht um Ilowajsk Ende August 2014 konnten die Milizen mit Unterstützung aus Russland den Ort zurück gewinne.
Nach monatelangen Gefechten mit den Milizen zog sich die ukrainische Armee am 21. Januar 2015 vom Flughafen Donezk zurück.
Am 17. Februar 2015 nahmen die russischen Streitkräfte und Milizen im Kampf um Debalzewe trotz der vereinbarten Waffenruhe von Minsk II den wichtigen Eisenbahnknotenpunkt Debalzewe ein.
Im 2022 wurden alle Männer zwangsmobilisiert. Die ohnehin schon ruhigen Straßen in Donezk waren nun menschenleer, da sich die nicht am Krieg interessierten männlichen Bewohner monatelang versteckt hielten.

## Organisation
Im Juli 2014 wurde die Aufstellung einer Berufsarmee der Volksrepublik Donezk angekündigt, deren Angehörige einen für die Region recht hohen Sold von 5000 bis 8000 URH im Monat erhalten sollten.

## Ausrüstung
Die Anführer wie „Volksbürgermeister“ Wjatscheslaw Ponomarjow gaben schon im April 2014 an, dass ihre Leute neben behelfsmäßigen Jagdwaffen, Pistolen und Maschinengewehren auch Granatwerfer hätten. Die Typ Kalaschnikows der Milizen waren schon zu jenem Zeitpunkt angeblich ergänzt mit dem außerhalb des russischen Militärs wenig verbreiteten, kurzen Sturmgewehr der Serie AK-10x. Das ukrainische Außenministerium teilte mit, ukrainische Sicherheitskräfte verfügten nicht über diesen Waffentyp.
Schon bald, nämlich am 2. Mai 2014, wurden bei Slowjansk 2 Kampfhubschrauber vom Typ Mi-24 mit Einmann-Boden-Luft-Raketen abgeschossen. Am 12. Juni 2014 „erhielten“ die Milizen Kampfpanzer, dazu Artillerie. Ebenfalls wurden schwere Raketenwerfer vom Typ 9K51 Grad (auch in Wohngebieten) eingesetzt. Einer der Grad-Werfer wurde von ukrainischen Truppen bei Dobropillja im Juni 2014 erbeutet. Das Fahrzeug soll nach ukrainischen Angaben aus den Beständen der 58. Armee der Russischen Föderation stammen. In einem Interview vom 16. August 2014 sagte der Anführer der prorussischen Separatisten, Alexander Sachartschenko, dass die Separatisten über 150 gepanzerte Fahrzeuge und 1200 in Russland ausgebildete Kämpfer verfügten. Britische Experten identifizierten Kampfpanzer T-72BM, welche eindeutig aus Russland stammen müssten, da das Modell nie ins Ausland exportiert wurde.
Schon seit Mai 2014 baten die Ukraine sowie beispielsweise Deutschland die Russische Föderation eindringlich darum, die Ausfuhr von Waffen zu unterbinden, jeweils erfolglos.

### Waffensysteme der russischen Streitkräfte in der Ukraine
Schon ab August 2014 waren T-72-Panzer einer von den russischen Streitkräften benutzten Version in der Ukraine gesehen worden. Ebenso früh war von ausschließlich russischen Raketenwerfer-Systemen „Tornado“ die Rede, dieses System wird sogar im Memorandum zu den aus den Kampfgebieten zurückzuziehenden schweren Waffen gemäß Minsker Protokoll im September 2014 erwähnt.
Zwei Beobachtungs-Drohnen der OSZE wurden von (pro-)russischen Truppen mittels konzentrierter Mikrowellen, also mit den neuesten High-Tech-Waffen einer modernen Armee zum Absturz gebracht. Im Mai 2015 soll eine russische Forpost-Drohne über der Ukraine abgeschossen worden sein, welche erst zum Jahreswechsel 2013/14 bei den russischen Streitkräften eingeführt worden war. Kurz darauf veröffentlichte Bellingcat eine (weitere) Lokalisierung eines modernen russischen Panzir-S1-Systems in Luhansk. Die seit September 2014 bekannte und im Spätherbst 2014 auf ukrainischer Seite vorsichtig gemeldete Präsenz von 240-mm-Mörsern des sowjetischen Typs 2S4 wurde im Juli 2015 mit einer Sichtung durch die OSZE bestätigt.
Im Februar 2015 berichteten Medien, dass die Milizen über Panzer des Typs T-80 verfügen sollen und dass das russische S-400-Flugabwehrsysteme in der Ostukraine in Stellung gebracht worden sei. Diese könnten laut NATO nur aus Russland kommen.

### Militärisches Gerät bei einer Parade in Donezk
Bei einem Versuch, das Gedenken an das Kriegsende 1945 und die Opfer der sowjetischen Truppen für ihren Aufstand auszunutzen, inszenierten die Milizen in Donezk am 9. Mai 2015 eine Parade, bei der etwa ein Dutzend Panzer und Raketenwerfer zu sehen waren. Die Fahrzeuge trugen dabei das Sankt-Georgs-Band, mit welchem auch die russischen Militärfahrzeuge am gleichen Tag in Moskau paradierten. Die Parade in Donezk verstieß gemäß der OSZE gegen das Minsker Abkommen.
Zu sehen waren:

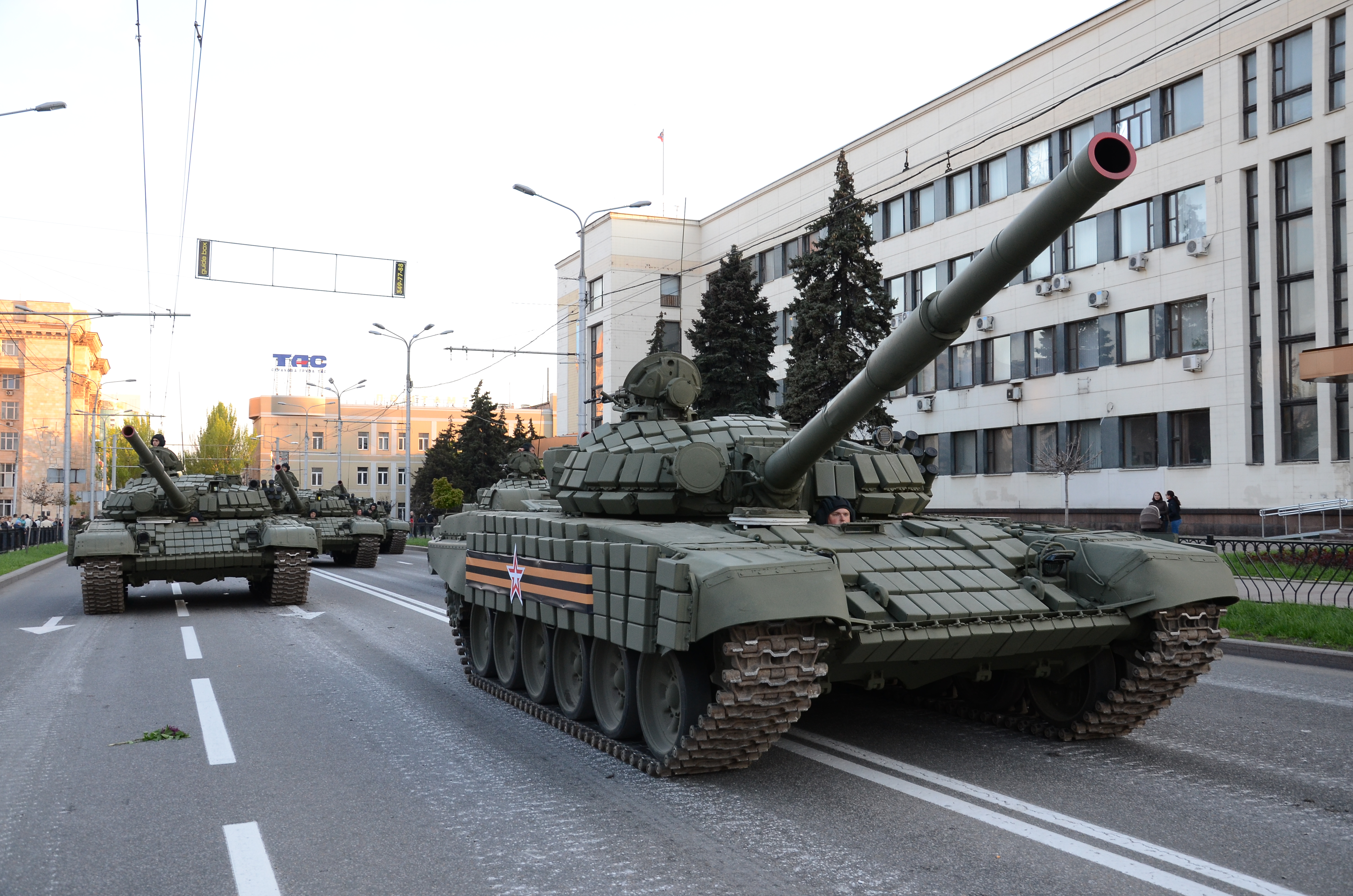
Kampfpanzer T-72B
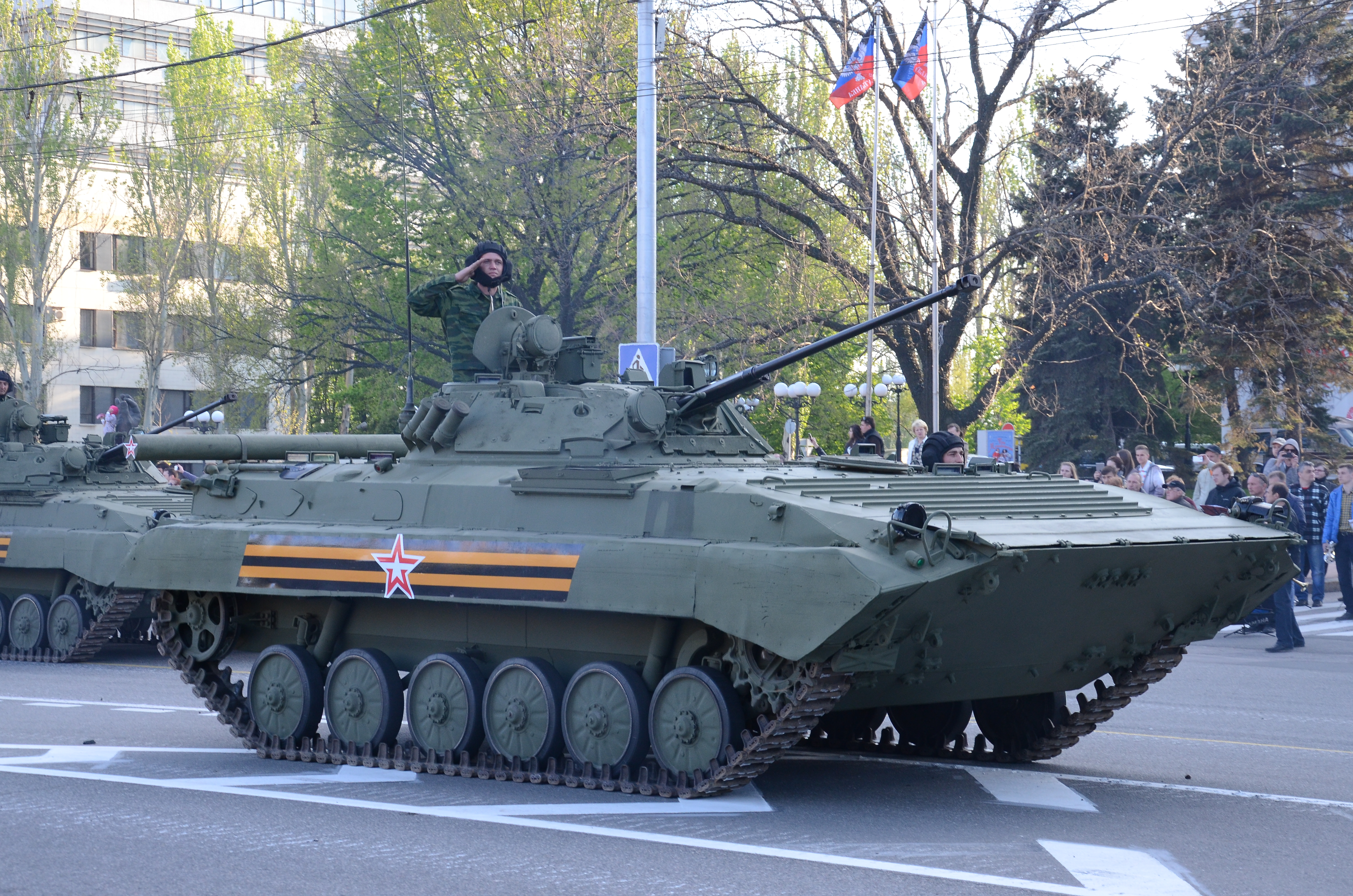
Schützenpanzer BMP-2
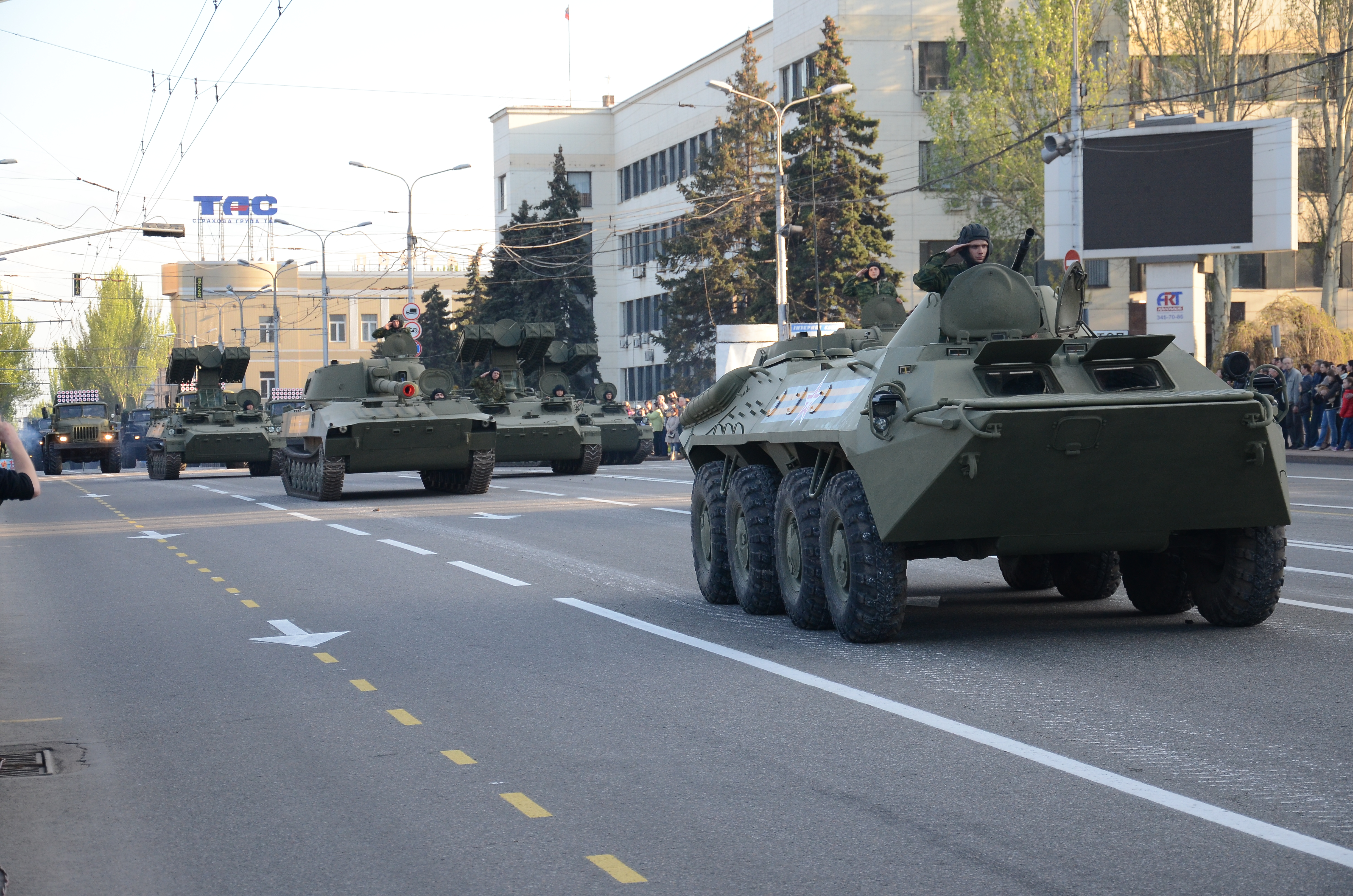
Transportpanzer BTR-70
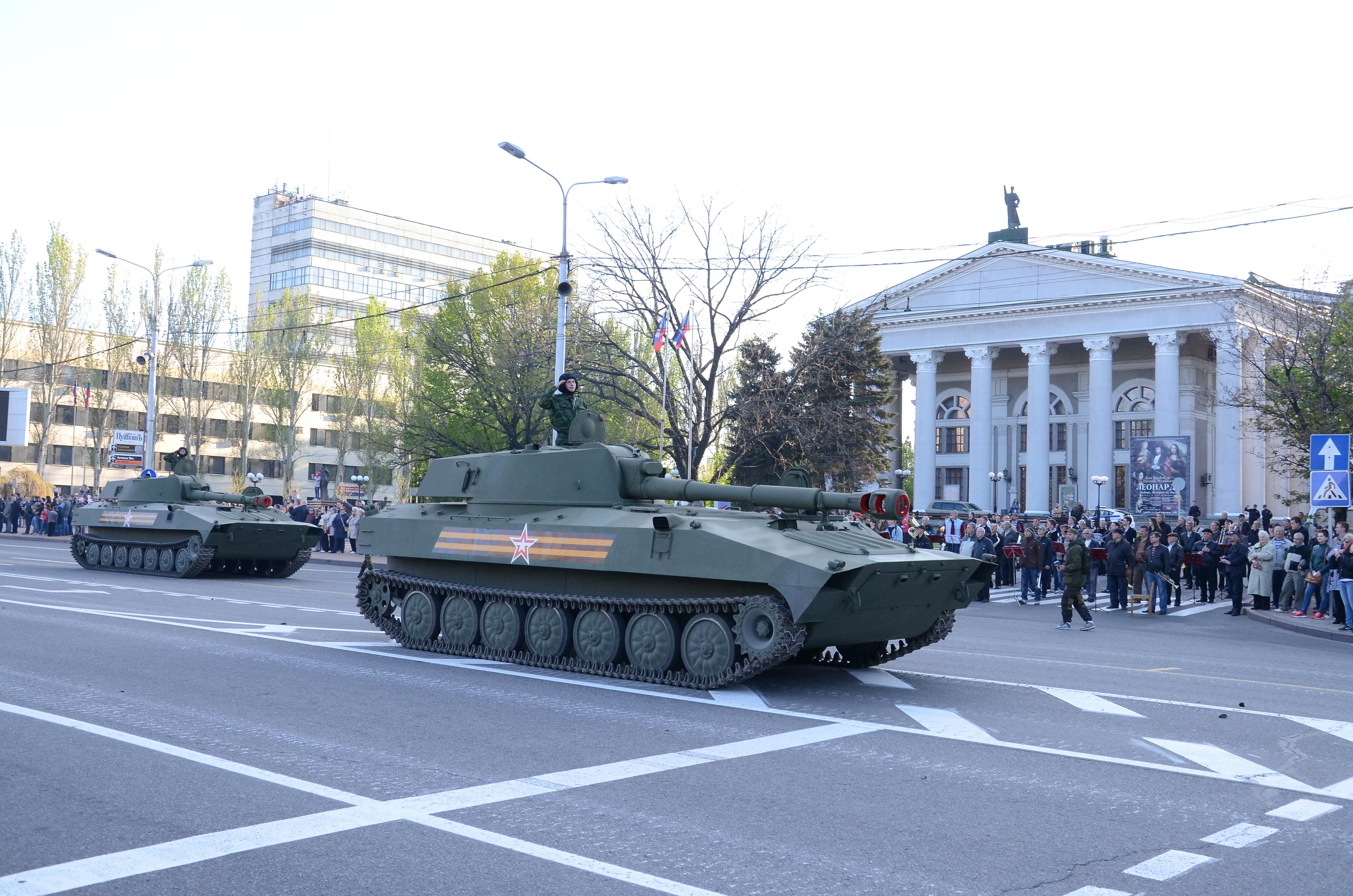
Selbstfahrlafette 2S1
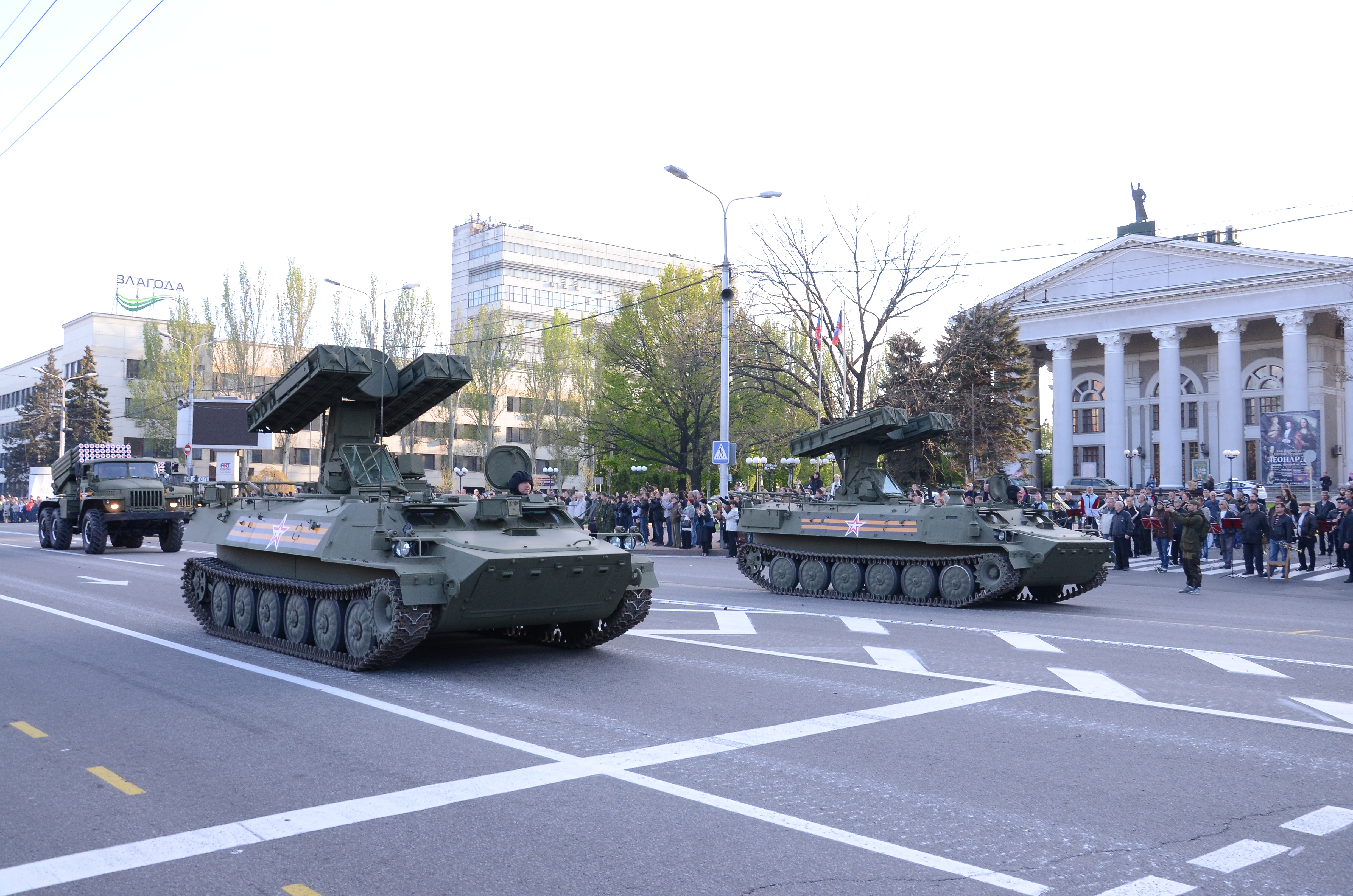
Flugabwehrfahrzeug 9K35 Strela-10
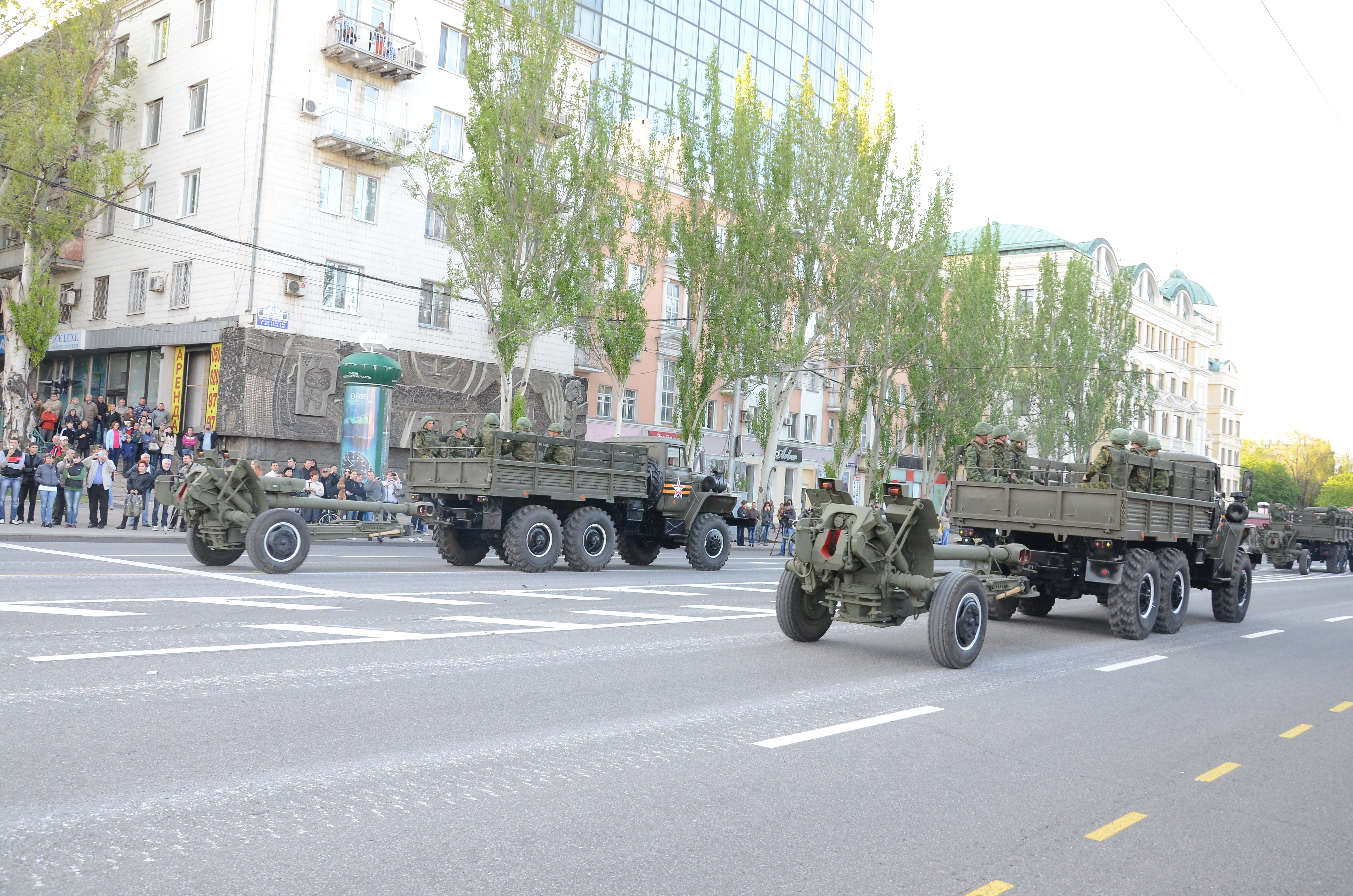
Feldhaubitze 2A18
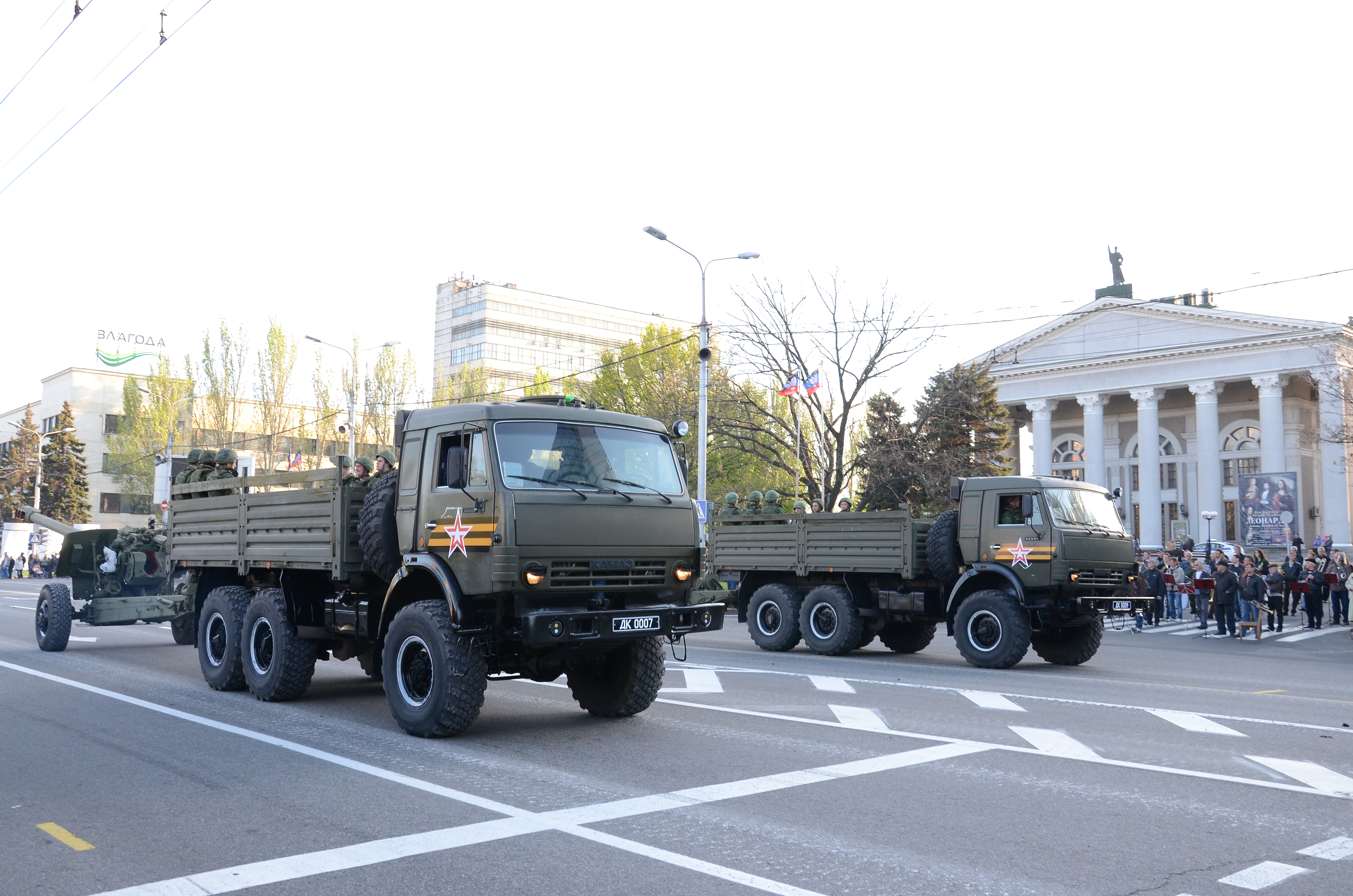
Feldhaubitze 2A65 mit neuem Zugfahrzeug vom Typ KamAZ-5350
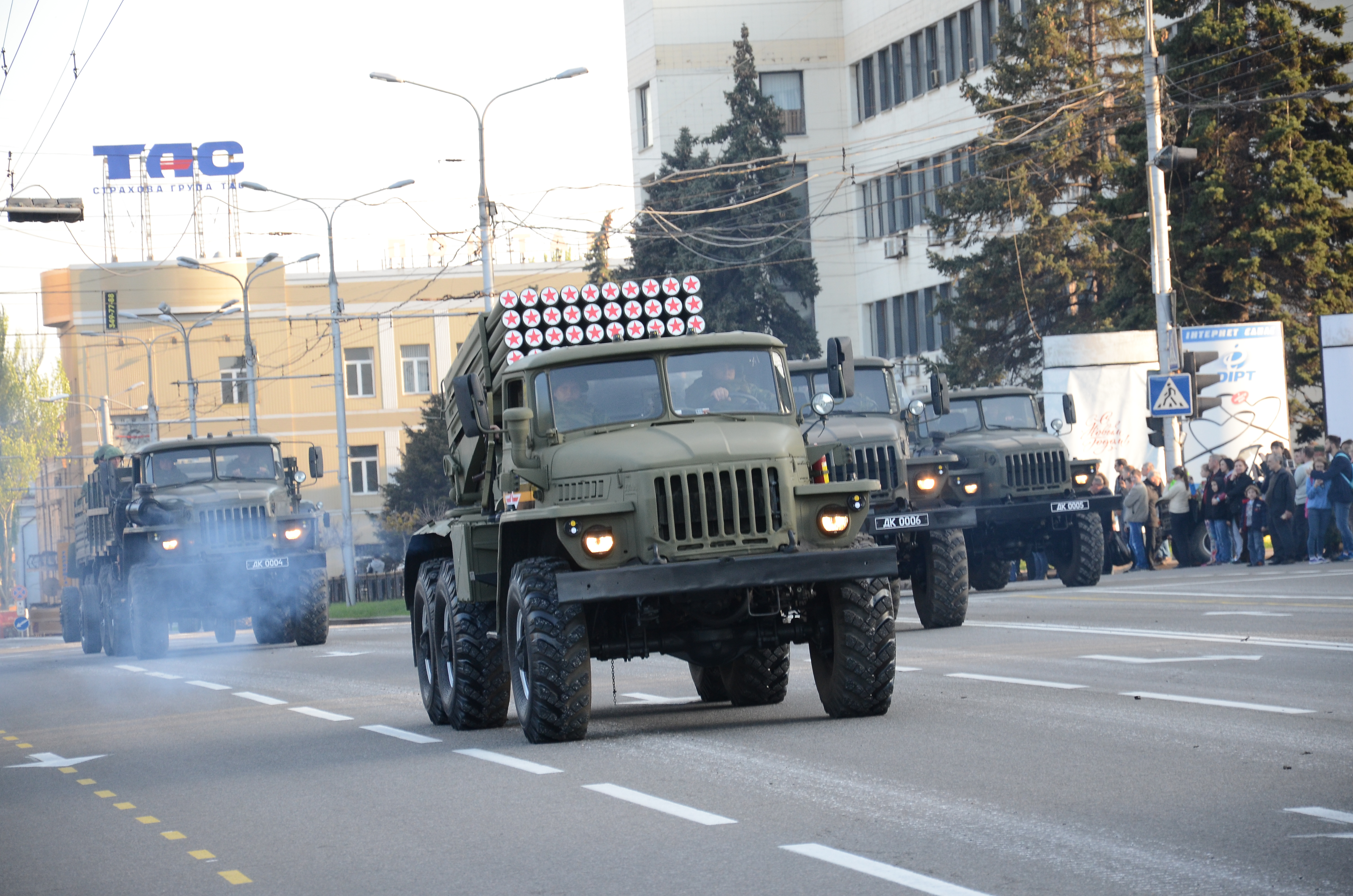
Raketenwerfer BM-21-1

## Gefangennahmen
In Slowjansk wurde im April 2014 die ukrainische Journalistin Irma Krat von Volksmilizionären gefangengenommen. Ihr wurde vorgeworfen, während der Euromaidan-Proteste Berkut-Angehörige attackiert zu haben.
Bei der Übernahme der Stadt durch die Miliz wurde Bürgermeisterin Nelja Schtepa festgesetzt. Der selbsternannte Volksbürgermeister Wjatscheslaw Ponomarjow gab an, sie vor dem Zugriff der ukrainischen Staatsgewalt zu schützen.
Ebenfalls in Slowjansk hielt die Volksmiliz eine Gruppe internationaler Militärbeobachter unter Leitung des deutschen Obersten Axel Schneider fest. „Sie sind keine Geiseln, sie sind Kriegsgefangene“, betonte Ponomarjow.
Am 27. April 2014 wurde die Gruppe zu einer Pressekonferenz vorgeführt. Laut Genfer Konventionen dürfen Kriegsgefangene nicht öffentlich vorgeführt werden. Am Abend ließ die Volksmiliz den schwedischen Angehörigen des Teams frei, da er gesundheitliche Probleme hatte. Nach acht Tagen kamen die Beobachter auf hohen internationalen Druck und nach russischer Vermittlung frei.
Drei Mitarbeiter des SBU wurden von der Volksmiliz am 24. April 2014 in Slowjansk gefangengenommen. Sie wurden später dem staatlichen russischen Fernsehen vorgeführt. Laut SBU sei für die Gefangennahme der Milizenführer Strelkow verantwortlich. Über das Schicksal der SBU-Mitarbeiter ist nichts weiter bekannt.
Anfang Mai 2014 sollen die Milizen in Donezk vier Geiseln genommen haben. Es soll sich um Mitarbeiter der Stadtverwaltung handeln.
Am 12. Mai wurde Pawel Kanygin, ein Journalist der kremlkritischen Zeitung Nowaja gaseta, der sich in Begleitung seines deutschen Kollegen Stefan Scholl befand, in Bachmut (ehem. Artemiwsk, Oblast Donezk) verschleppt. Nachdem seine Kidnapper zunächst 1000 Dollar „für die Bedürfnisse der Volksrepublik“ von ihm erpresst hatten, verlangten sie 30.000 Dollar von seiner Moskauer Redaktion. Am Tag danach wurde Kanygin in einem Donezker Hotel freigelassen, wohin man ihn betäubt gebracht hatte.
Selbsthilfegruppen legten eine Liste von „über einhundert“ gefangenen Zivilpersonen vor und erhoben für die Mehrheit dieser Fälle Foltervorwürfe. Laut einer Meldung von Amnesty International vom 11. Juli gingen die meisten Entführungen auf das Konto von bewaffneten Separatisten aber auch seitens Kiew-treuer Kräfte seien einige Übergriffe belegt. Ein Ziel der Milizen sei es, „die Zivilbevölkerung in Angst und Schrecken zu versetzen und zu kontrollieren“, sodann die Zahlung von Lösegeld sowie der Gefangenenaustausch. Die Zahlen des Innenministeriums nennen 500 Fälle zwischen April und Juni, das ONHCHR registrierte 222 Fälle im Bericht vom 15. Juni.

## Kriegsverbrechen
Amnesty International berichtete im Herbst 2014 von Kriegsverbrechen, darunter Hinrichtungen. Es gebe ferner Beweise für willkürlichen Beschuss, Entführungen und Folter. Davon seien auch Zivilisten betroffen.
Vor allem wird den Kommandeuren der Milizen, Michail Tolstych und Arsen Pawlow vorgeworfen, an Kriegsverbrechen beteiligt gewesen sein.

## Unterstützende Organisationen und Herkunft
Mitglieder der Hundertschaft der Wölfe, einer russischen paramilitärischen Organisation aus Russland, sollen sich den Milizen angeschlossen haben.
Der sich selbst als „Volksbürgermeister“ von Slowjansk bezeichnende Milizführer Wjatscheslaw Ponomarjow sagte im April 2014 zum Charakter seiner Kräfte, es handle sich hauptsächlich um Ortsansässige, doch es gäbe auch Gesinnungsgenossen aus anderen Städten und Regionen, darunter ehemalige Sowjetarmeekameraden aus Russland, Moldawien und Kasachstan.
Zahlreiche ausländische Freiwillige schlossen sich der Volksmiliz an, unter anderem kommen sie aus Deutschland, Serbien, Frankreich und Spanien. Viele dieser Kämpfer haben linksradikale, antiwestliche und nationalistische Ansichten.

### Involvierung von Rechtsextremisten
Die Russische Nationale Einheit (Всероссийское общественное патриотическое движение „Русское Национальное Единство“), eine russische Neo-Nazi-Gruppierung, wirbt aktiv Kämpfer für die Milizen an. Ein Anführer der „Volkswehr des Donbass“, Pawel Gubarew ist ein früheres Mitglied dieser Organisation. Während die Russische Nationale Einheit es vermied, ihr gewöhnliches Hakenkreuz-Logo zu nutzen, griffen andere Neonazi-Einheiten wie „Russitsch“ auf das Kolovrat-Symbol zurück (eine slawische Form des Hakenkreuzes).
Anhänger der Nationalbolschewistischen Partei Russlands bzw. deren „Nachfolgepartei“ Das andere Russland sind ebenfalls aktiv in den Volksmilizen vertreten. Nach Angaben ebenjener Partei sind etwa 2.000 Personen über Strukturen von Das andere Russland in den Donbass zum Kämpfen angereist.